# Purpurschwanzpapagei
Der Purpurschwanzpapagei (Touit purpuratus, Syn.: Touit purpurata) ist eine 17 Zentimeter große Vogelart aus der Familie der Eigentlichen Papageien.

## Merkmale

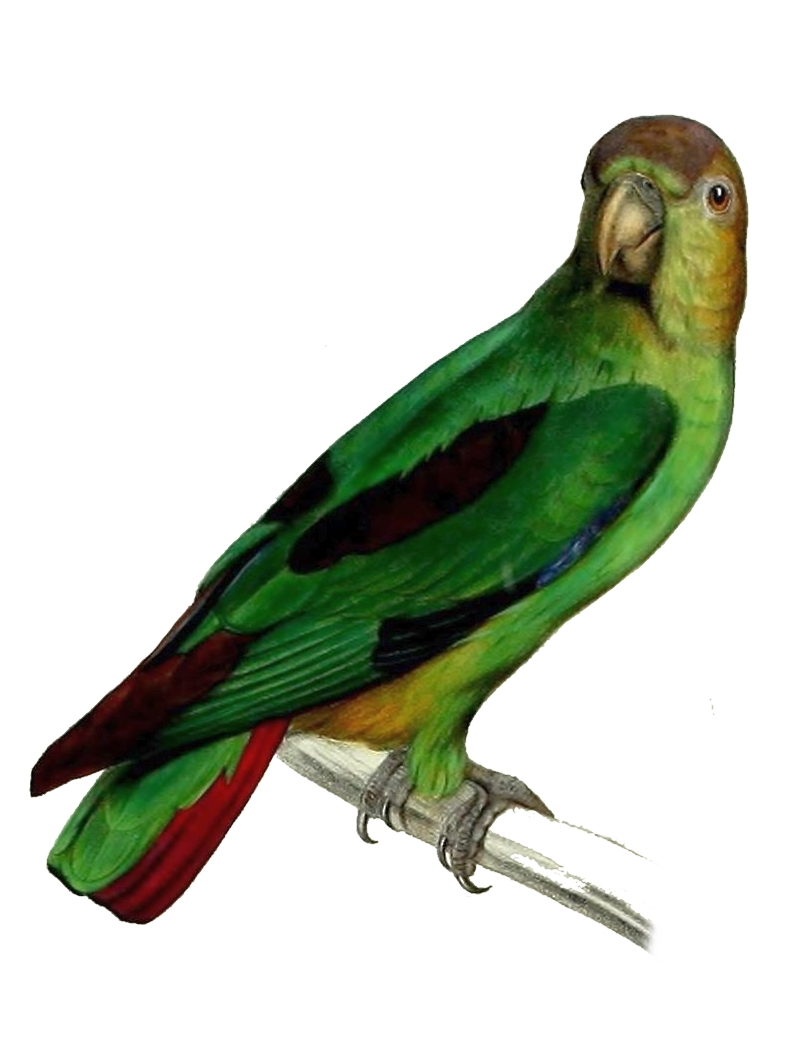
Purpurschwanzpapagei, Illustration

Der Purpurschwanzpapagei erreicht eine Körperlänge von 17 bis 18 cm und ein Gewicht von 54 bis 66 g. Die Vögel haben ein überwiegend grünes Gefieder. Die beiden Unterarten unterscheiden sich durch die Farbe von Oberkopf und Hinterkopf (Occiput): Bei der Nominatform sind diese olivbraun, bei Touit purpuratus viridiceps grün gefärbt.
Rücken und Flügel sind etwas dunkler grün. Die dunkelbraunen Schulter- und Schirmfedern bilden bei angelegten Flügeln ein V-förmiges Band, die Unterflügeldecken sind grün. Die Ränder der Handwurzel sind violettblau, der untere Rücken und der Bürzel blau. Der Purpurschwanzpapagei ist der einzige Buntschwanzpapagei mit blauem Bürzel. Die lateralen Federn des geraden Schwanzes sind rot, die zentralen Federn grün. Bei den Männchen sind die Spitzen der Schwanzfedern schwarz.
Die Spitzen der Schwanzfedern sind beim Weibchen grün. Daneben haben die Weibchen blassere Schultern. Immature Vögel sind den Weibchen ähnlich, jedoch matter gefärbt und mit olivfarbenem Bürzel.
Der Schnabel ist hellgrau und die Füße sind schwarz gefärbt.

## Verbreitung

Verbreitungsgebiet des Purpurschwanzpapageis (grün)

Der Purpurschwanzpapagei bewohnt die Waldsavanne und Waldränder von Südkolumbien bis zum Amazonas. Er kommt bis in Höhen von 1.200 Meter vor.

## Lebensweise
In kleinen Gruppen streifen diese geselligen Vögel auf der Suche nach Nahrung und Wasser durch die Baumkronen. Sie ernähren sich von Samen, Früchten, z. B. Mangos, und jungen Pflanzentrieben. Auch auf Plantagen sind sie häufig anzutreffen.

### Fortpflanzung
Als Nester dienen den Vögeln natürliche Baumhöhlen oder Nester von Baumtermiten, in welche die Vögel mit ihrem kräftigen Schnabel Löcher hacken. Darin legt das Weibchen drei bis fünf Eier, welche es dann 25 Tage allein ausbrütet. Nach dem Schlüpfen versorgen beiden Elternteile die Jungen, welche nach acht Wochen flügge werden.

## Unterarten
Es werde zwei Unterarten anhand ihrer Gefiederfarbe unterschieden:
- Touit purpuratus purpuratus (J. F. Gmelin, 1788) – Die Nominatform kommt vom Süden Venezuelas über Guinea bis in den Norden Brasiliens vor.
- Touit purpuratus viridiceps Chapman, 1929 – Diese Unterart ist vom Südosten Kolumbiens über den Süden Venezuelas bis in den Nordwesten Brasiliens präsent. Außerdem findet man sie im Osten Ecuadors und dem Nordosten Perus

## Gefährdung und Schutzmaßnahmen
Obwohl keine genauen Bestandszahlen dieser Art vorliegen, stuft die IUCN diese Art aufgrund ihrer weiten Verbreitung als nicht gefährdet (Least Concern) ein.